# Горішня Слобідка
Горі́шня Слобі́дка — село в Україні, у  Монастириській міській громаді Чортківського району Тернопільської області. Розташоване на річці Коропець, на сході району. До 2018 — центр сільської ради, якій були підпорядковані села Нова Гута та Рідколісся.
Населення — 778 осіб (2003).
Від 2018 року ввійшло у склад Монастириської міської громади.

## Назва
Назва населеного пункту походить, ймовірно, від слова «слобода».

## Історія
Поблизу села виявлено археологічні пам'ятки пізнього палеоліту та трипільської культури:
- Поселення Горішня Слобідка I[d] (трипільська культура (IV — кін. III тис. до н. е.));
- Стоянка та поселення Горішня Слобідка II[d] (пізній палеоліт (40—10 тис. років тому); трипільська культура (IV — кін. III тис. до н. е.));
- Стоянка Горішня Слобідка III[d] (пізній палеоліт (40—10 тис. років тому));
- Стоянка Горішня Слобідка IV[d] (пізній палеоліт (40—10 тис. років тому));

Перша писемна згадка — 1710 року.
Діяли українські товариства «Просвіта», «Сокіл», «Луг», «Союз українок», «Рідна школа», «Сільський господар».
Протягом 1962–1966 село належало до Бучацького району. 
12 червня 2020 року, відповідно до розпорядження Кабінету Міністрів України № 724-р «Про визначення адміністративних центрів та затвердження територій територіальних громад Тернопільської області» увійшло до складу Монастириської міської громади.
19 липня 2020 року, в результаті адміністративно-територіальної реформи та ліквідації Монастириського району, село увійшло до складу Чортківського району.

## Політика

### Парламентські вибори, 2019
На позачергових парламентських виборах 2019 року у селі функціонувала окрема виборча дільниця № 610695, розташована у приміщенні будинку культури.
Результати
- зареєстровано 523 виборці, явка 61,95%, найбільше голосів віддано за «Слугу народу» — 31,13%, за Всеукраїнське об'єднання «Батьківщина» — 14,15%, за «Європейську Солідарність» — 12,58%.[3] В одномандатному окрузі найбільше голосів отримав Микола Люшняк (самовисування) — 31,39%, за Ігоря Сопеля (Слуга народу) — 20,06%, за Аллу Стечишин (самовисування) — 19,42%[4].

## Населення
Згідно з переписом УРСР 1989 року чисельність наявного населення села становила 842 особи, з яких 366 чоловіків та 476 жінок.
За переписом населення України 2001 року в селі мешкали 772 особи.

### Мова
Розподіл населення за рідною мовою за даними перепису 2001 року:
| Мова       | Кількість | Відсоток |
| ---------- | --------- | -------- |
| українська | 778       | 99.74%   |
| російська  | 2         | 0.26%    |
| Усього     | 780       | 100%     |

## Релігія

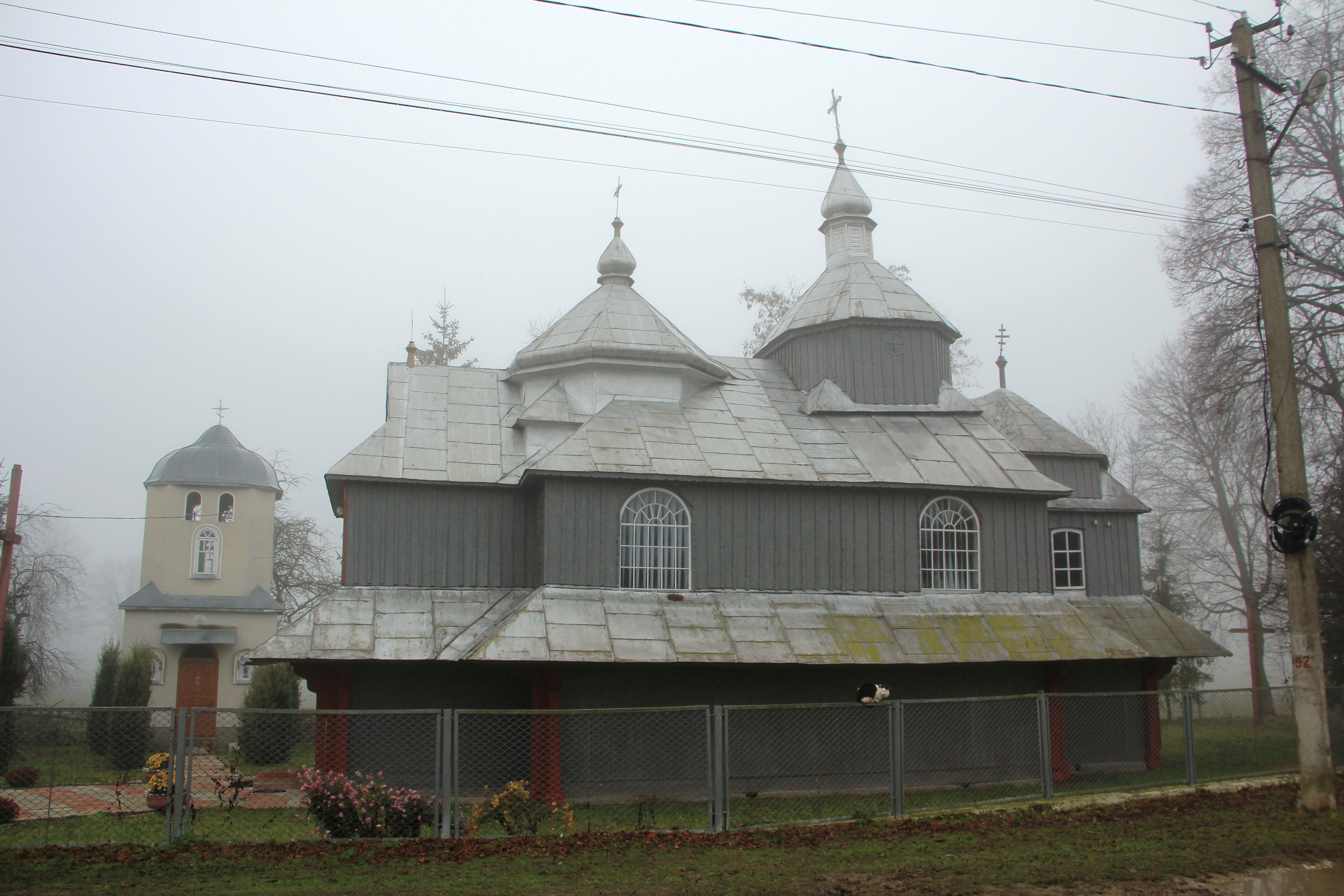
Дерев'яний храм преподобного Феодосія Печерського у селі Горішня Слобідка ПЦУ (1918)

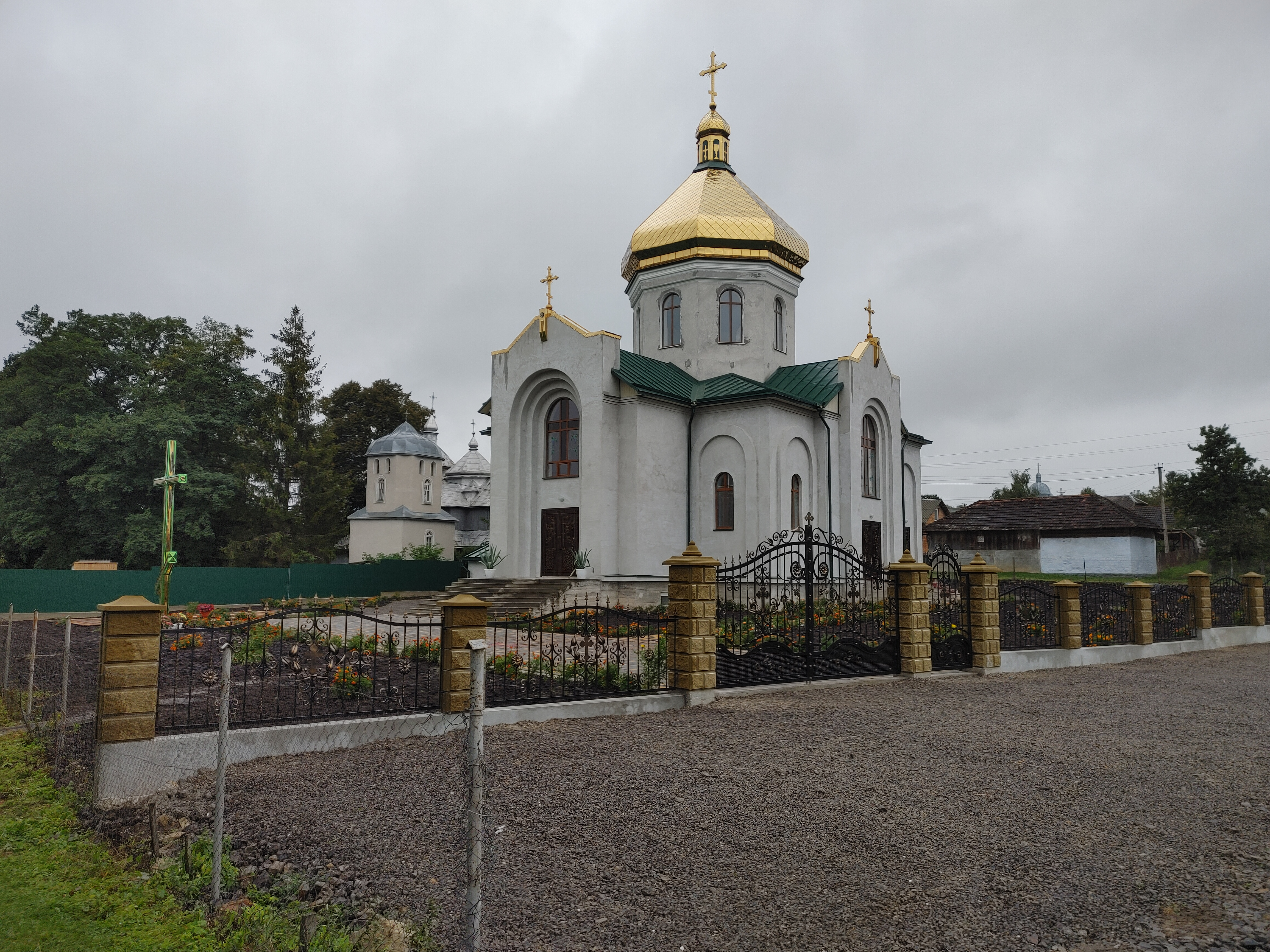
Новозбудований храм на честь преподобного Феодосія Печерського у селі Горішня Слобідка ПЦУ (2022)

- Новозбудований храм на честь преподобного Феодосія Печерського ПЦУ (Освячений Блаженнішим Митрополитом Київським і всієї України Епіфанієм 12 вересня 2022 року)

- Дерев'яний храм преподобного Феодосія Печерського (ПЦУ), збудований у 1918 році.

- церква святого Теодосія Печерського.

## Пам'ятники
- споруджено пам'ятник воїнам-односельцям[d], полеглим у німецько-радянській війні
- встановлено два хрести на честь скасування панщини
- насипано символічні могили
  - воякам УПА (1990)
  - на честь незалежності України (1995)

## Соціальна сфера
Діють загальноосвітня школа І-ІІ ступеня, Будинок культури, бібліотека, ФАП, торговельний заклад, ТзОВ «Прогрес».

## Відомі люди

### Народилися
- Боцюрків Іларіон — український правник, адвокат, доктор права, громадський діяч, комісар Бучацького повіту ЗУНР.[8]
- Будний Богдан — педагог, професор кафедри фізики ТНПУ, видавець.[9]
- Ганішевський Василь — священник, літератор.[10]
- Кунцьо Володимир — господарник, громадський діяч.[11]
- Парацій Володимир — історик, краєзнавець, член ВУСК, НТШ.[12]

## Галерея

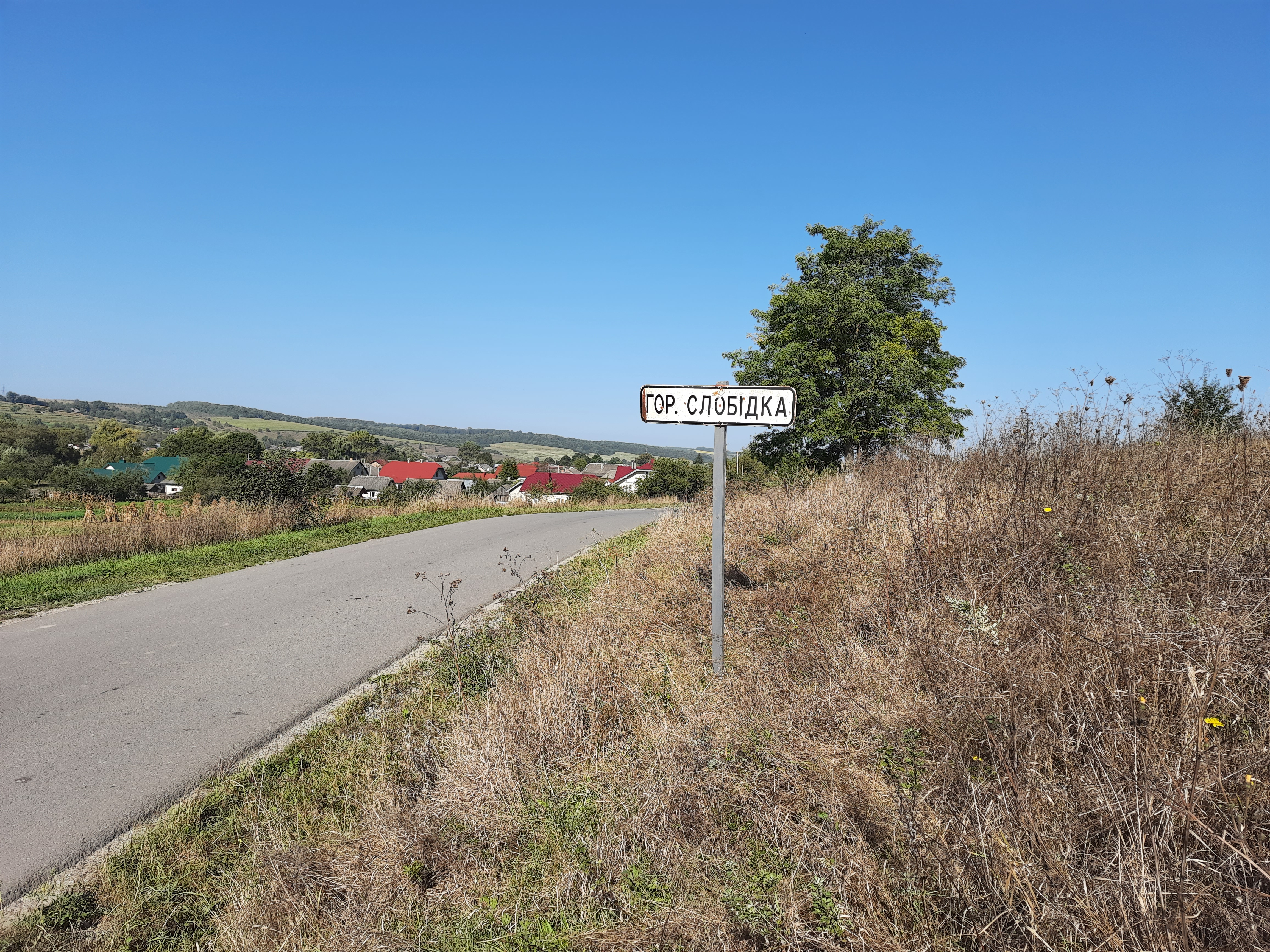
Дорожній знак при в'їзді в село
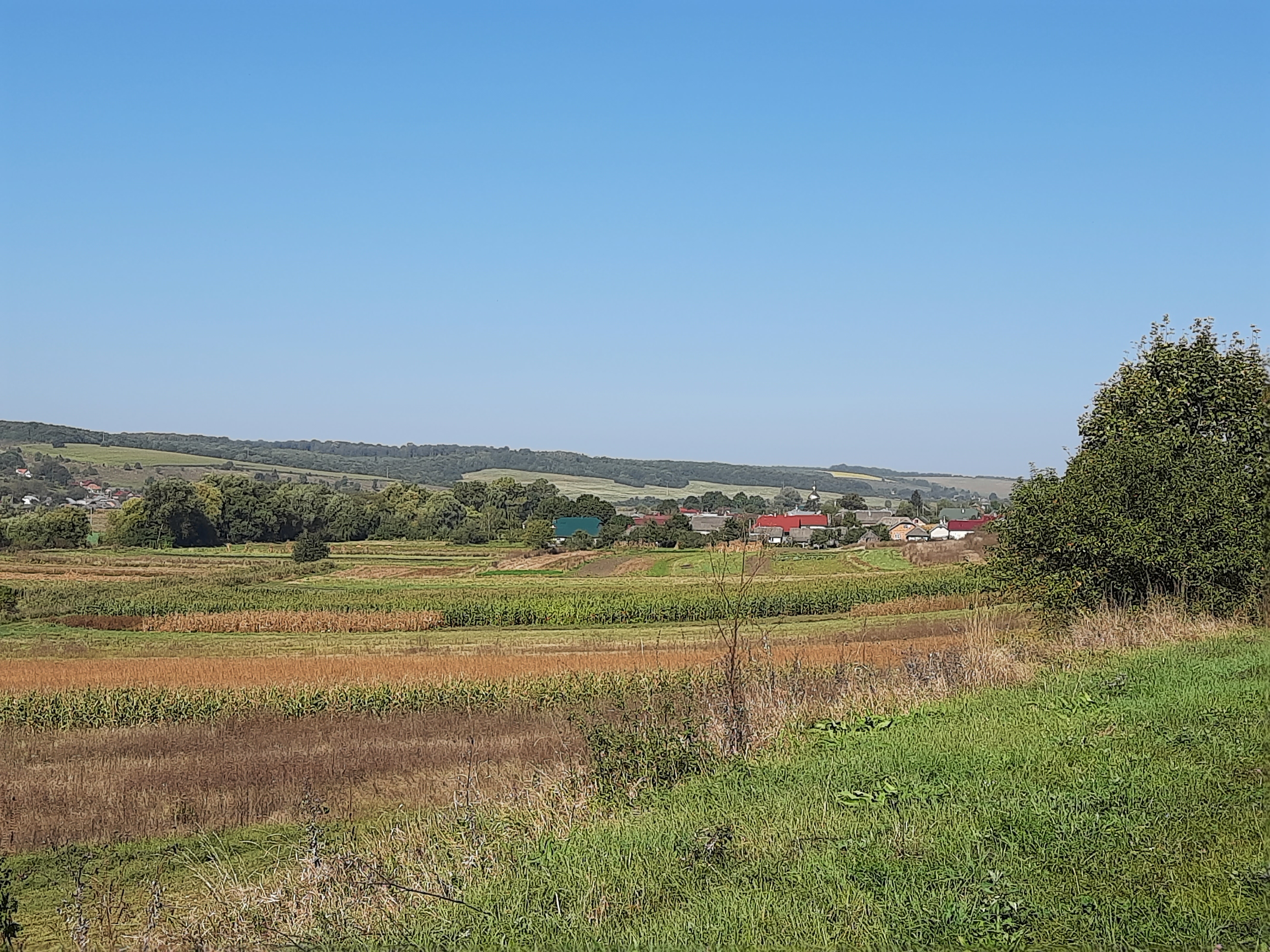
Вигляд на село з пагорба
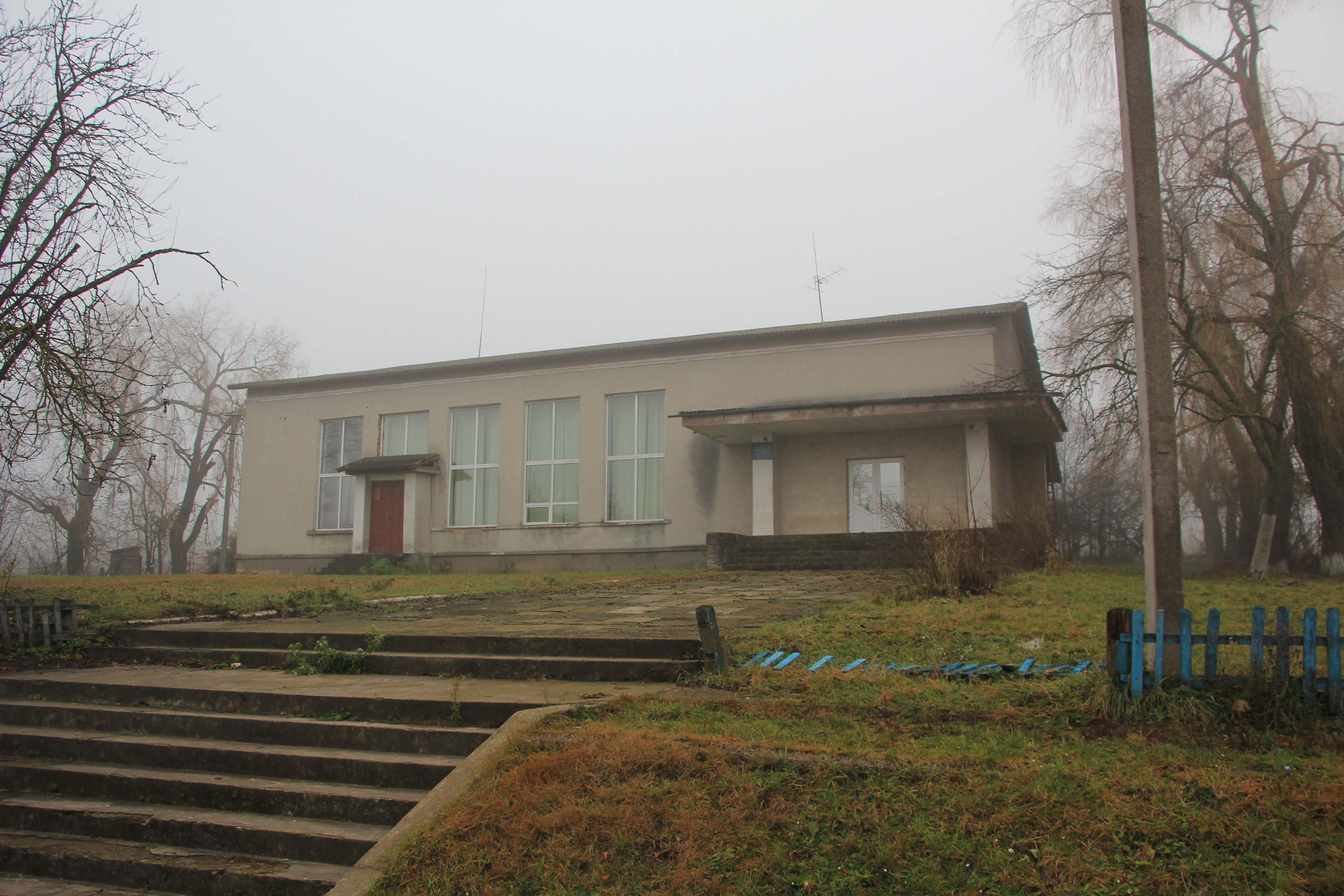
Будинок культури
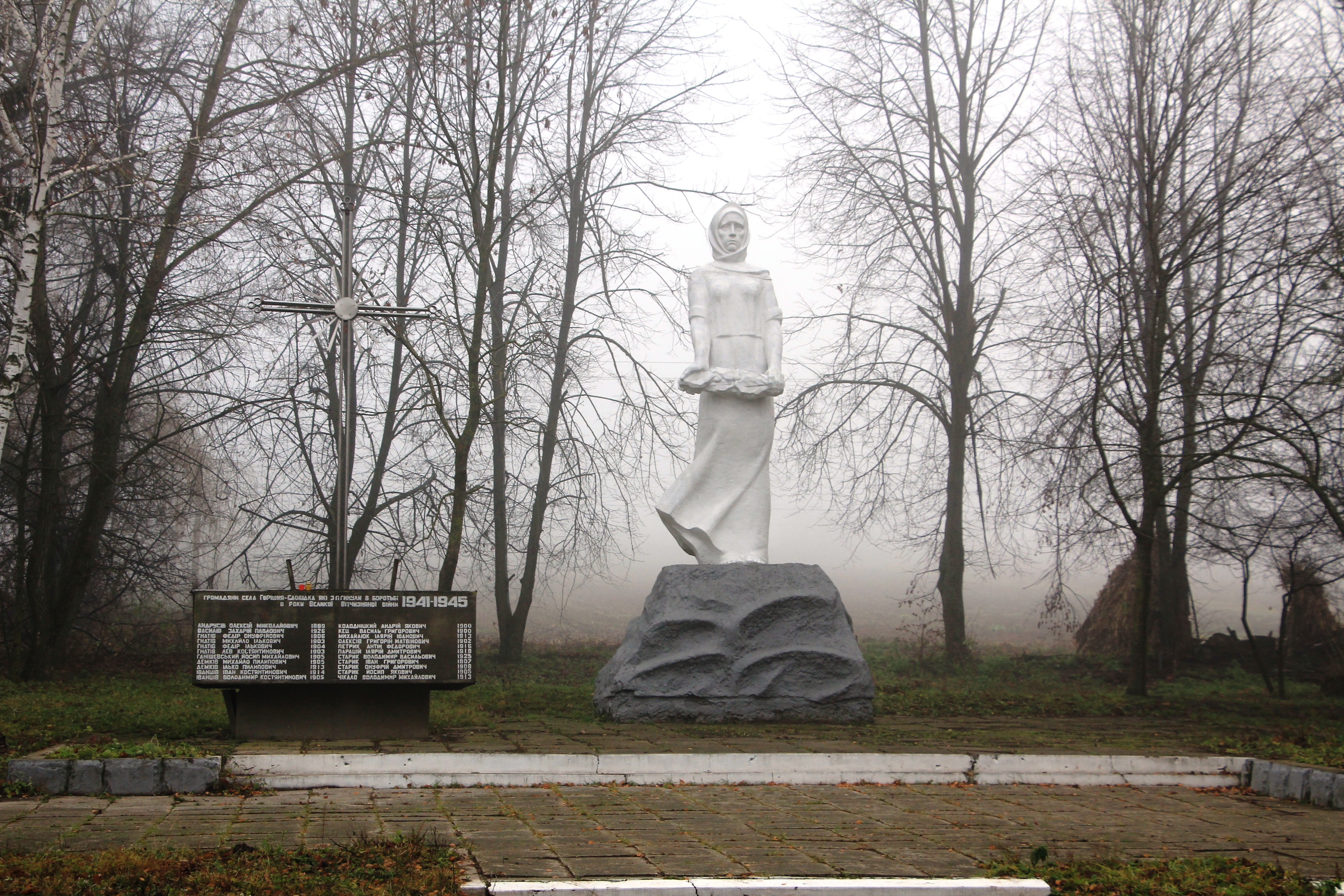
Пам'ятник
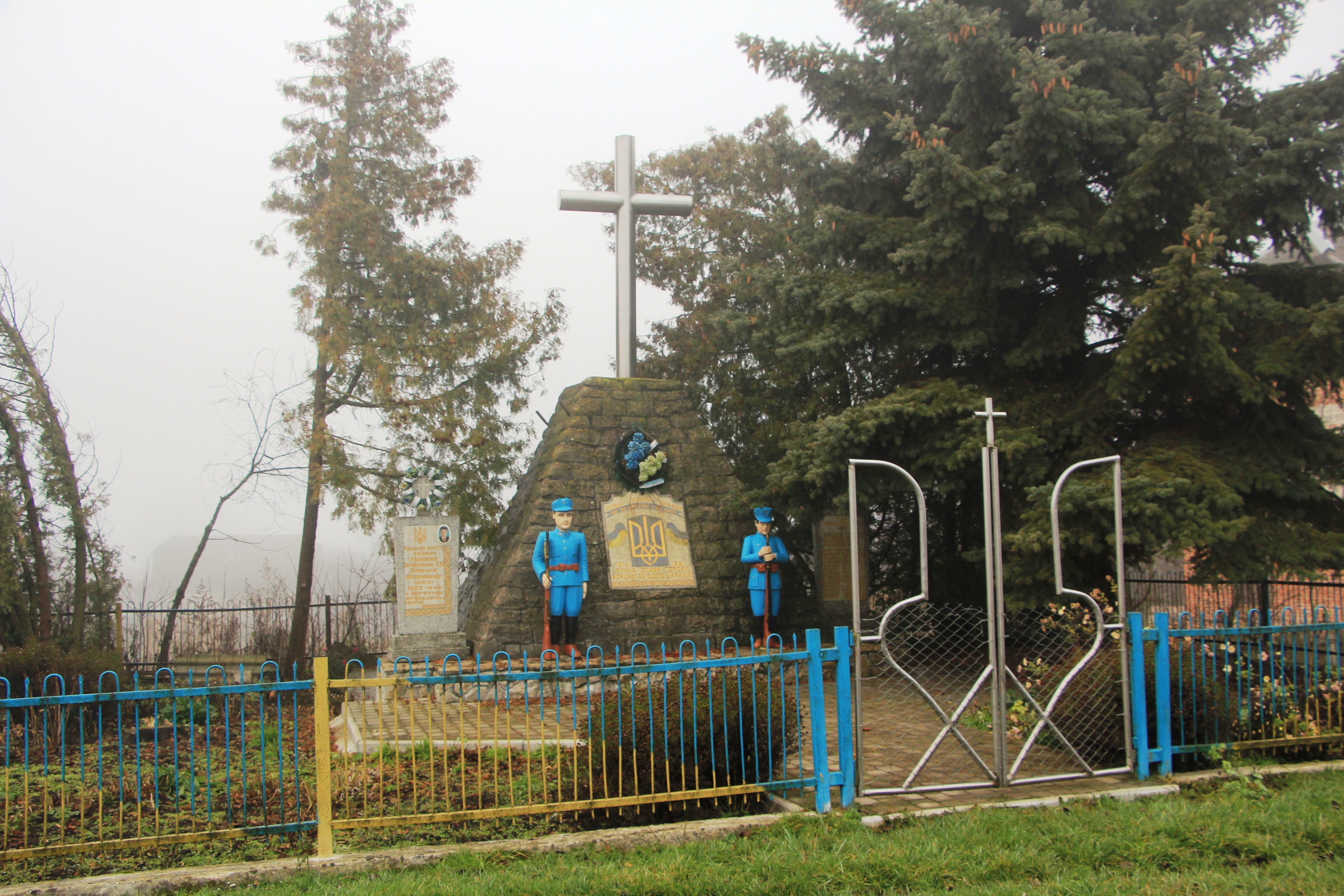
Пам'ятник упівцям
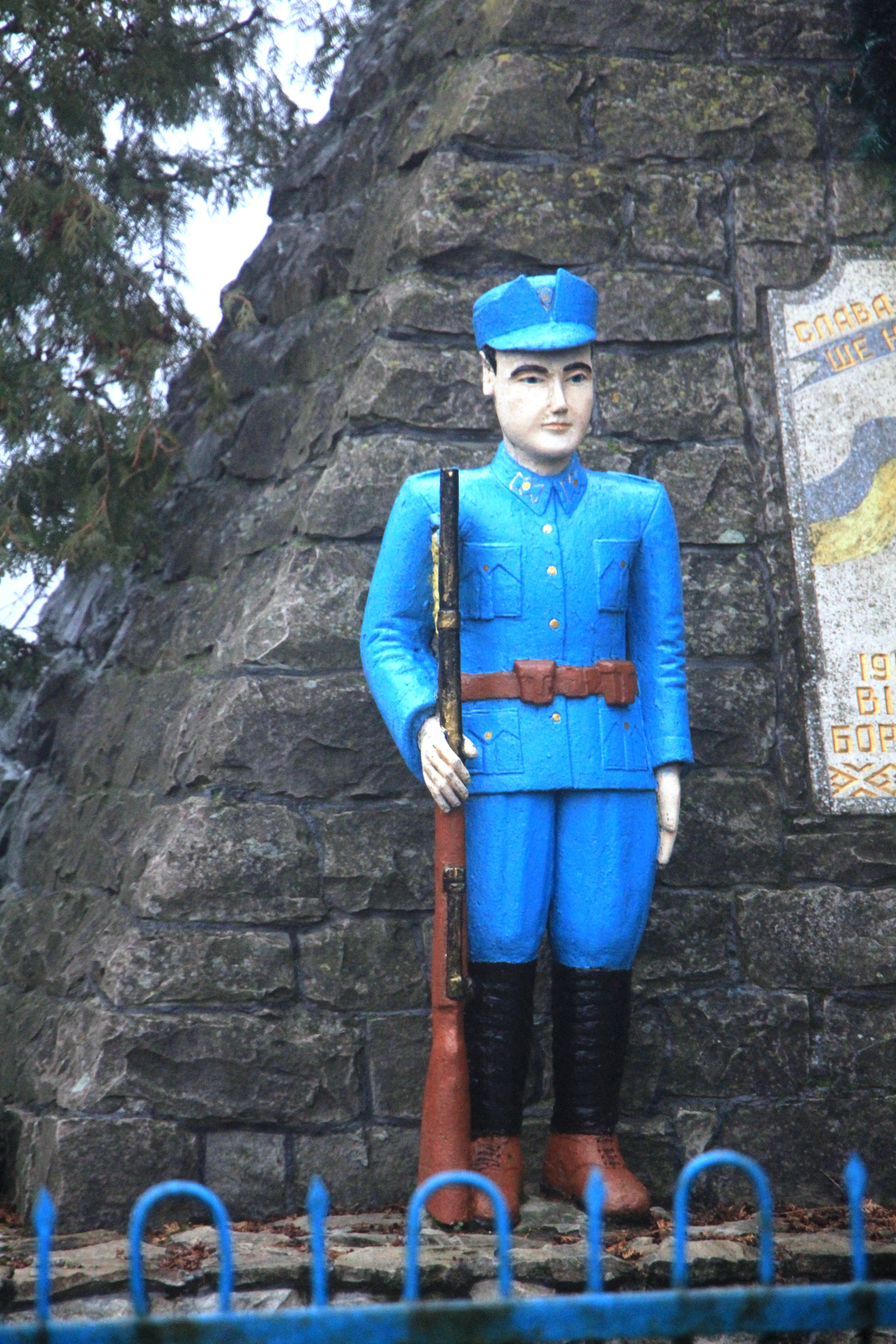
Пам'ятник упівцям зблизька
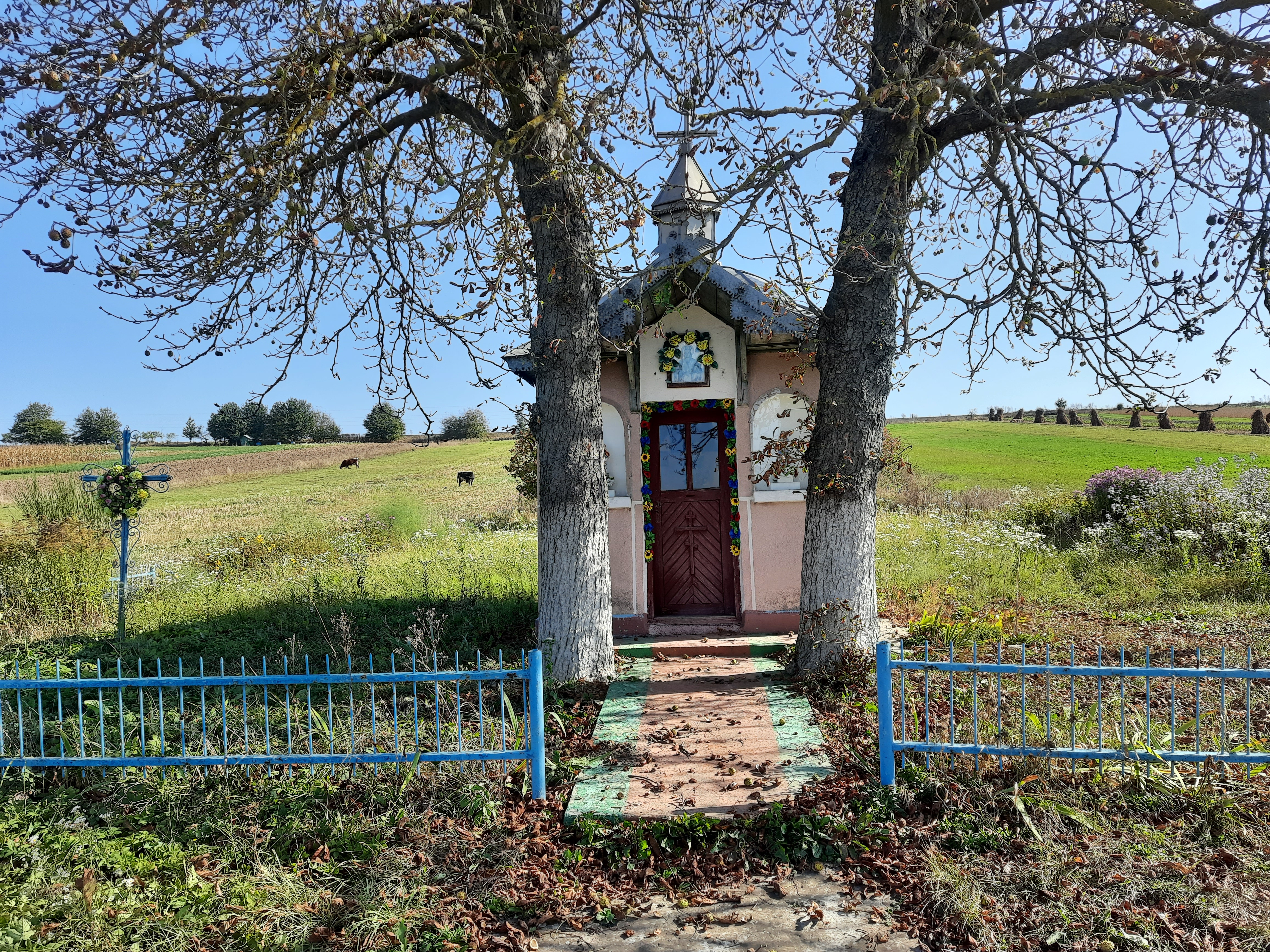
Капличка на околиці села
Пам'ятний хрест з ногоди скасування панщини.